# Nemo Rangers GAA
Il Nemo Rangers Hurling and Football Club è un club Gaelic Athletic Association della contea di Cork, Irlanda. Il club fu fondato nel 1922, come club di calcio gaelico, sebbene stia crescendo di recente anche a livello di hurling.

## Storia
Il club fu fondato nel 1922 in seguito alla fusione di due squadre: i Nemo e i Rangers. Dopo sei anni dalla fondazione il club aveva già ottenuto importanti risultati a livello di contea, riuscendo a conquistare nel 1928 sia il titolo del calcio gaelico che quello dell'hurling. Risulta essere la squadra più vincente della storia dell'All-Ireland Senior Club Football Championship, avendolo conquistato sette volte, record assoluto.

## Palmarès

### Calcio gaelico
- All-Ireland Senior Club Football Championships: 7
  - 1973, 1979, 1982, 1984, 1989, 1994, 2003
- Munster Senior Club Football Championships: 15
  - 1972, 1974, 1975, 1978, 1981, 1983, 1987, 1988, 1993, 2000, 2001, 2002, 2005, 2007, 2010
- Cork Senior Football Championships: 18
  - 1972, 1974, 1975, 1977, 1978, 1981, 1983, 1987, 1988, 1993, 2000, 2001, 2002, 2005, 2006, 2007, 2008, 2010
- Cork Intermediate Football Championships: 4
  - 1928, 1980, 2002, 2004
- Cork Junior Football Championships: 1
  - 1957
- Cork Under-21 Football Championships: 11
  - 1974, 1975, 1979, 1980, 1988, 1989,
- Cork Minor Football Championships: 10
  - 1954, 1955, 1957, 1970, 1972, 1989, 1990, 1991, 1999, 2005
- City (Seandun Division) Junior Football Championships: 9
  - 1957, 1967, 1979, 1990, 1995, 1996, 1999, 2002, 2007

### Hurling
- Cork Intermediate Hurling Championships: 3
  - 1918, 1928, 1971
- Cork Junior Hurling Championships: 1
  - 2000
- Cork Minor Hurling Championships: 2
  - 1955, 1970
- City (Seandun Division) Junior Hurling Championships: 11
  - 1960, 1961, 1962, 1963, 1964, 1991, 1994, 1998, 2000, 2007, 2009